# Oostrozebeke
Oostrozebeke este o comună neerlandofonă situată în provincia Flandra de Vest, regiunea Flandra din Belgia. La 1 ianuarie 2008 avea o populație totală de 7.502 locuitori. 

## Geografie
Suprafața totală a comunei este de 16,62 km². Comuna Oostrozebeke este formată din localitățile:
| - I. Oostrozebeke - II. Ginste |

Localitățile limitrofe sunt:
- Comuna Meulebeke:
  - a. Meulebeke
- Comuna Tielt:
  - b. Tielt
- Comuna Dentergem:
  - c. Dentergem
  - d. Markegem
- Comuna Wielsbeke:
  - e. Sint-Baafs-Vijve
  - f. Wielsbeke
  - g. Ooigem
- Comuna Harelbeke:
  - h. Hulste
- Comuna Ingelmunster:
  - i. Ingelmunster